# Aconzarba
Aconzarba is een geslacht van vlinders van de familie van de uilen (Noctuidae). De wetenschappelijke naam van dit geslacht is voor het eerst voorgesteld door Hermann Hacker in een publicatie uit 2016.

## Soorten
- Aconzarba chyuluana Hacker, 2016
- Aconzarba citripennis (Hampson, 1910)
- Aconzarba decissima (Walker, 1865)
- Aconzarba exolivacea (Hampson, 1916)
- Aconzarba garthei Hacker, 2016
- Aconzarba goateri Hacker, 2016
- Aconzarba hemimelaena (Hampson, 1910)
- Aconzarba matercula (Saalmüller, 1880)
- Aconzarba mystica Hacker, 2016
- Aconzarba reussi (Strand, 1911)
- Aconzarba scorpio (Berio, 1935)
- Aconzarba semitorrida (Hampson, 1916)
- Aconzarba trigonodes (Hampson, 1910)